# Тисифона
Тисифона (грч. Τισιφόνη) је у грчкој митологији било име више личности.

## Еринија
Једна од еринија, чије се име тумачи као „глас освете“ и која је, према веровању прогањала убице. За њу се приповедало да је обучена у крваве хаљине и да стражари на уласку у Тартар, где има улогу казне. Она је одговорна за Атамантово и Инонино лудило, када је Атамант видео свог најстаријег сина Леарха као јелена и ловио га. Наиме, Хера је побеснела јер су супружници Атамант и Инона одгајили малог Диониса и наредила је еринијама да их казне. Тисифона је зграбила буктињу натопљену крвљу и дојурила пред Атамантов дворац. Цела палата је задрхтала, а Сунце се склонило иза хоризонта. Због тога су се њих двоје препали и покушали да побегну, али их је зауставио застрашујући Тисифонин изглед, којој су са главе и рамена палацале змије. Она је отргла две из своје косе и бацила на њих. Оне их својим отровом нису убиле, али су затровале њихов дух и помутиле им разум.
Према једном предању, Тисифона се заљубила у Китерона. Међутим, он је одбио њену љубав и она је у гневу, отргла једну змију са своје косе и бацила је на њега. Змија, која је била отровница га је ујела и он је умро. Од тада, планина Астерион је променила назив у Китерон.

## Друге личности
- Према једном предању, Алкмеон је са Мантом имао двоје деце, сина Амфилоха и кћерку Тисифону, које је предао коринтском краљу Креонту на чување. Међутим, Креонтова супруга је постала љубоморна на Тисифону јер је стасала у праву лепотицу, па ју је продала као робињу. Међутим, купио ју је Алкмеон, који је по доласку у Коринт схватио да му је то кћерка.[3]
- Према Квинту Смирњанину, била је Антимахова кћерка и Менептолемова супруга.[4]